# Chang Jeng-shyuang
Chang Jeng-shyuang (chinesisch 張政雄; * 30. Januar 1974) ist ein taiwanischer Badmintonspieler.

## Karriere
Chang Jeng-shyuang nahm 1996 im Herreneinzel an Olympia teil. Nach einem Freilos in Runde eins unterlag er in der darauffolgenden Runde und wurde somit 17. in der Endabrechnung. Im gleichen Jahr gewann er bei den Weltmeisterschaften der Studenten den Titel im Herreneinzel.

## Sportliche Erfolge
| Saison | Veranstaltung                     | Disziplin    | Platz | Name               |
| ------ | --------------------------------- | ------------ | ----- | ------------------ |
| 1996   | Weltmeisterschaften der Studenten | Herreneinzel | 1     | Chang Jeng-shyuang |
| 1996   | Olympia                           | Herreneinzel | 17    | Chang Jeng-shyuang |